# Алендејл (Илиноис)
Алендејл (енгл. Allendale) град је у америчкој савезној држави Илиноис.

## Демографија
По попису из 2010. године број становника је 475, што је 53 (-10,0%) становника мање него 2000. године.
| Група             | 2000.       | 2010.       |
| Белци             | 514 (97,3%) | 470 (98,9%) |
| Афроамериканци    | 4 (0,8%)    | 2 (0,4%)    |
| Азијати           | 0 (0,0%)    | 1 (0,2%)    |
| Хиспаноамериканци | 6 (1,1%)    | 1 (0,2%)    |
| Укупно            | 528         | 475         |